# Annette Dytrt

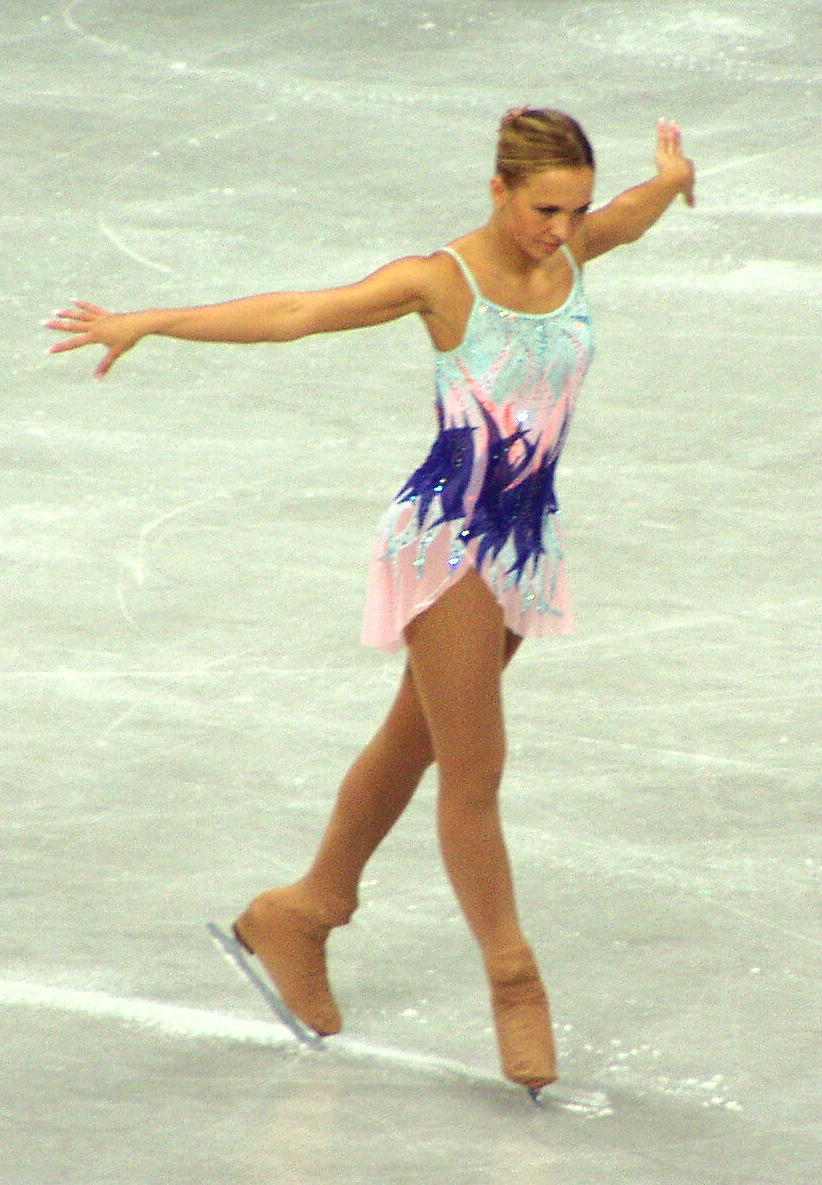
Annette Dytrt

Annette Dytrt (Landshut, 7 september 1983) is een voormalig Duitse kunstschaatsster.
Dytrt was actief als individuele kunstschaatsster en werd gecoacht door Michael Huth.
Haar ouders waren emigranten uit Tsjechië. Vanwege deze afkomst is ze, samen met haar zuster Veronika, voor Tsjechië gaan schaatsen. In 1999 werd ze hier nationaal kampioene. In 2000 is ze toch weer voor Duitsland gaan rijden, de reden dat ze een jaar geen wedstrijden kon rijden.
In 2003 werd ze als gastrijdster bij de Franse kampioenschappen eerste op het toernooi bij de vrouwen. Op het EK van 2009 behaalde ze met haar zevende plaats haar hoogste eindklassering in een internationaal toernooi.
Annette Dytrt is in mei 2011 gestopt. 

## Persoonlijke records
| records             | punten | datum      | toernooi |
| ------------------- | ------ | ---------- | -------- |
| Hoogste totaalscore | 144.31 | 20-03-2008 | WK 2008  |
| Hoogste korte kür   | 51.99  | 25-01-2008 | EK 2008  |
| Hoogste lange kür   | 93.32  | 23-03-2008 | WK 2008  |

## Belangrijke resultaten
De resultaten tot en met 1999 reed ze voor Tsjechië.
| Kampioenschap          | 1995 | 1996 | 1997 | 1998 | 1999 | 2000 | 2001 | 2002 | 2003 | 2004 | 2005 | 2006 | 2007 | 2008  | 2009 |
| ---------------------- | ---- | ---- | ---- | ---- | ---- | ---- | ---- | ---- | ---- | ---- | ---- | ---- | ---- | ----- | ---- |
| Wereldkampioenschap    |      |      |      |      |      |      |      |      |      | 21e  | 15e  | 24e  |      | 12e   | 18e  |
| Europees kampioenschap |      |      |      |      |      |      |      |      | 21e  | 11e  | 12e  | 10e  |      | 12e   | 7e   |
| WK Junioren            |      |      |      |      | 18e  |      |      |      |      |      |      |      |      |       |      |
| NK senioren            |      |      | 6e   | 4e   | Goud |      | 11e  | 4e   | Goud | Goud | Goud | Goud |      | Brons | Goud |
| NK junioren            | 7e   | 10e  |      |      |      |      |      |      |      |      |      |      |      |       |      |